# Raststätte Aachener Land

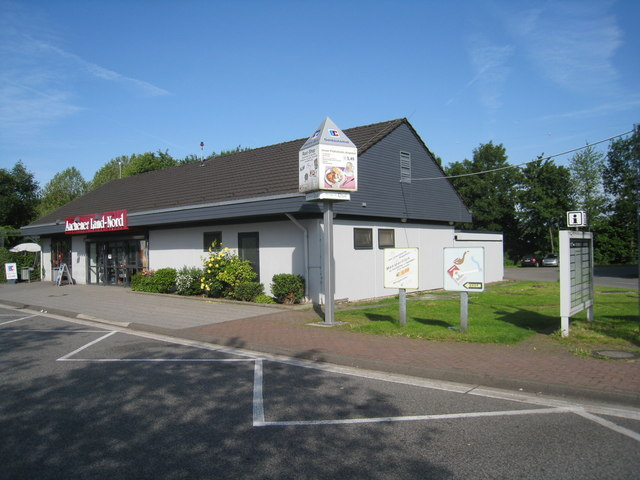
Autobahnraststätte Aachener Land Nord

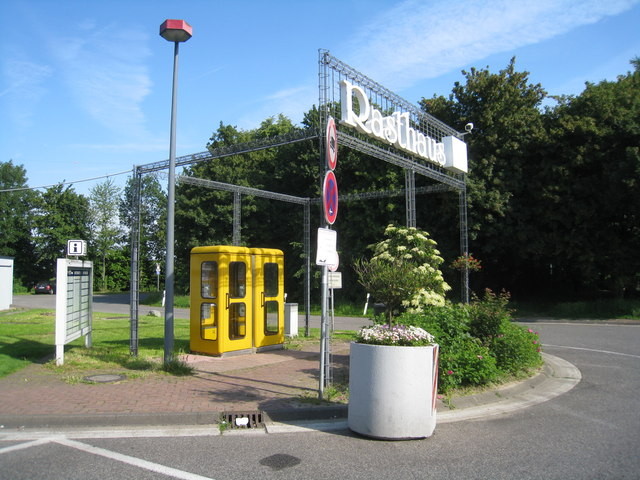
Eingangsbereich mit Informationstafel und Telefonzellen

Aachener Land ist seit 1996 der Name der in beiden Fahrtrichtungen errichteten Eschweiler Autobahnraststätte an der deutschen Autobahn 4 zwischen der Anschlussstelle Eschweiler-West und dem Kreuz Aachen. Sie hieß bei ihrer Gründung am 7. Juni 1973 ursprünglich Propsteier Wald nach dem benachbarten Wald im westlichen Stadtgebiet Eschweilers mit eigener Anschlussstelle für das damalige Militärdepot Camp Astrid. Es gibt die Raststätte Aachener Land Nord sowie Aachener Land Süd.
Die Raststätten wurden bis zum 28. Dezember 2009 von mittelständischen Pächtern geführt. Mit dem Ruhestand des Pächters hat ein Großkonzern, die Eliance Deutschland West GmbH, den Betrieb übernommen. Diese wurde in Elior Deutschland West GmbH umbenannt.

## Aachener Land Süd

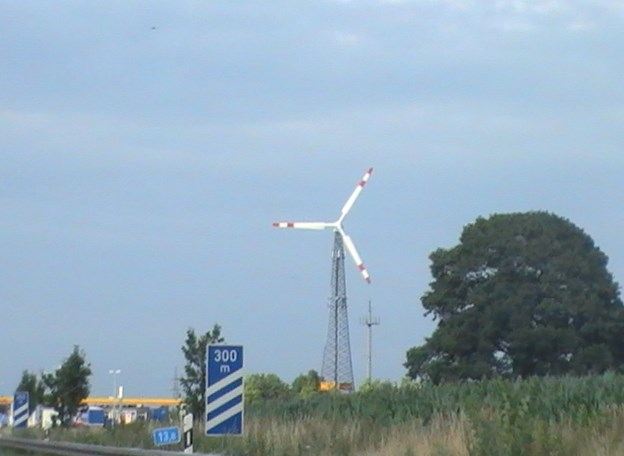
Aachener Land Süd mit Windkraftanlage

Die Rastanlage Propsteier Wald Süd war 1977 gebaut und 1992/93 komplett umgebaut worden, wobei das erste Ökorasthaus Deutschlands entstand. Die Raststätte weist seit der Wiedereröffnung am 15. April 1993 unter anderem ein Gründach, wasserlose Urinale, eine Niedrigtemperaturheizung sowie eine Recycling-Inneneinrichtung aus Holz auf. Als weit sichtbares Kennzeichen wurde am 13. Januar 1993 eine Windenergieanlage mit einer Nennleistung von 250 kW und einer Masthöhe von 40 m aufgestellt, die pro Jahr zirka 67.000 l Heizöl sparen sollte. Anfang Oktober 2009 wurde sie abgebaut und in der Nähe von Częstochowa in Polen aufgestellt, wo sie bis etwa Ende 2019 in Betrieb geblieben ist.
Der Eingangsbereich der zweigeschossigen Raststätte ist durch eine 465 m² große, teilweise schiefwinklige Glasfassade gekennzeichnet. 284 Sitzplätze weist der 480 m² große Gastraumbereich auf. Drei Behinderten-Parkplätze, 130 PKW-Parkplätze, 10 Bus-Parkplätze sowie 80 LKW-Parkplätze hinter dem Raststättengebäude in „ruhiger Schlaflage“ sind vorhanden.
Am 28. Juli 2018 besuchte die damalige SPD-Vorsitzende Andrea Nahles die Eschweiler Raststätte im Rahmen ihrer Sommertour; sie wollte sich ein Bild für Arbeitsbedingungen der Fernfahrer machen.

## Nutzung als Anschlussstelle
Obwohl die Raststätte nicht als Anschlussstelle vorgesehen ist, wird sie von einigen Fahrern in Richtung der Eschweiler Stadtteile St. Jöris und Merzbrück als solche benutzt. Die Lkw-taugliche Straßenanbindung an die Autobahn erfolgte im Zusammenhang mit der Anbindung des dort gelegenen Militärdepots der belgischen Streitkräfte Camp Astrid, wo zwischenzeitlich das Gewerbegebiet Camp Astrid entstanden ist.
Das Bundesverkehrsministerium lehnte 2013 die Einrichtung einer offiziellen Anschlussstelle auf Höhe der Raststätte ab. Mit den bestehenden Anschlussstellen sei die Anbindung ausreichend gewährleistet und es sei kein Bedarf vorhanden.